# Manuel Rojas (revolucionario)
Manuel Rojas Luzardo (1831, Obispos, Estado Barinas - 14 de octubre de 1903 Boconó, Estado Trujillo) fue un comandante venezolano y uno de los principales dirigentes separatistas del Grito de Lares en 1868, contra el gobierno español de la Capitanía General de Puerto Rico.

## Los primeros años
Rojas nació en Obispos, estado Barinas, Estado de Venezuela, de progenitores venezolanos nacidos en Barinas. Ahí realizó sus estudios primarios y secundarios. La familia Rojas Luzardo tenía un gran hato o hacienda en La Luz, Barinas, llamado El Rojero o La Rojera.
Se exilió en la Capitanía General de Puerto Rico junto a su hermano Miguel a raíz del estallido de la Guerra Federal en 1859. El viaje lo realizaron desde Barinas a La Ceiba, Estado Trujillo, donde embarcaron en una goleta hacia Maracaibo, luego a Curazao de allí a Puerto Rico. En Lares, conoció y se casó con Obdulia de los Ríos, quien era hija del sacristán de la iglesia. De Lares la familia se mudó a una región montañosa cercana cuya principal fuente de ingresos provenía de la cosecha del café. Manuel y su hermano Miguel compraron unos 300 acres (1,2 km ²) de plantaciones. El éxito de la hacienda, que llamaron El Triunfo, hizo que ambos se convirtieran en prósperos comerciantes, pero los grandes intereses cobrados por los banqueros y prestamistas españoles de Lares los llevaron a la quiebra y tuvieron que hipotecar sus bienes para saldar las cuentas, además de los gastos ocasionados por la organización de la gesta emancipadora.
Manuel vivía con su familia en la plantación. Su hermano Miguel conoció a Mariana Bracetti durante un viaje de negocios a Añasco; casados, se fueron a vivir a El Triunfo. Miguel murió en Añasco.

## El movimiento separatista de Puerto Rico

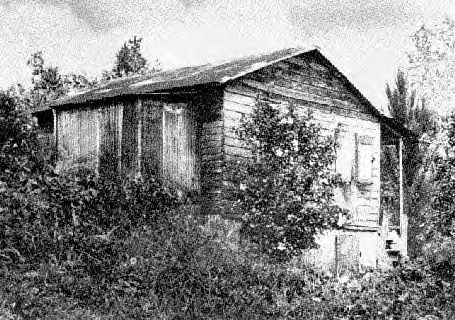
Casa de Manuel Rojas. Foto de 1965.

Manuel Rojas admiraba al médico puertorriqueño Ramón Emeterio Betances y, junto con su hermano Miguel, se unió al abogado en su lucha por la separación de la Capitanía General de Puerto Rico. El Comité para la separación de Puerto Rico fue formado y dirigido por Betances y por Segundo Ruiz Belvis, exiliado de la República Dominicana. Se formaron diversas células revolucionarias en varias ciudades del poniente de la isla con el fin de apoyar la invasión armada desde República Dominicana, planeada por Betances.
Dos de las células más importantes fueron la de Mayagüez, cuyo nombre en clave era Capa Prieto y estaba dirigida por Mathias Brugman, y la de Lares, Centro Bravo, dirigida por Manuel Rojas. Esta última era el centro principal de operaciones, que estaba ubicado en la plantación de los Rojas.
Betances nombró a Manuel comandante del Ejército de Liberación y Mariana dirigente del Consejo Revolucionario de Lares. A petición de Betances, Mariana confeccionó la Bandera de Lares, con tejido de punto.
El Consejo Revolucionario nombró a doce de sus miembros generales de la revolución:
- Manuel Rojas, comandante del Ejército de Liberación
- Andrés Pol, general de División
- Juan de Mata Terraforte, general de División
- Joaquín Parrilla, general de División
- Nicolás Rocafort, general de División
- Gabino Plumey, general de División
- Dorvid Beauchamp, general de División
- Mathias Brugman, general de División
- Rafael Arroyo, general de División
- Francisco Arroyo, general de División
- Pablo Rivera, general de Caballería
- Abdón Pagán, general de Artillería

Las autoridades españolas descubrieron la trama y lograron confiscar el buque armado antes de su llegada a Puerto Rico. El alcalde de la ciudad de Camuy, Manuel González (que también era el dirigente revolucionario local), fue detenido y acusado de traición. Alcanzó a oír que el ejército español estaba informado de la trama, escapó y pudo advertir a Manuel Rojas.

## El Grito de Lares

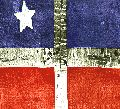
Bandera original de Lares.

A resultas de estos acontecimientos, los componentes de las células decidieron emprender la revolución lo antes posible, y fijaron la fecha del 23 de septiembre de 1868 para el alzamiento. Matías Brugman y su gente se unieron a la célula de Manuel Rojas en la hacienda El Triunfo, y así, unas 800 personas, autodenominadas Ejército de Liberación, con Rojas al frente tomaron la ciudad de Lares con su consigna de:“Viva Puerto Rico libre”, “Libertad o Muerte”  acontecimiento que se conoce como el Grito de Lares. Durante su avance los insurgentes no consiguieron resistencia española y la bandera que portaban la desplegaron en el altar mayor de la iglesia en señal de que había empezado la revolución y obligaron al sacerdote Gumersindo Vega celebrar un solemne tedéum. Los revolucionarios declararon la República de Puerto Rico y designaron como presidente a Francisco Ramírez Medina.
Manuel y sus seguidores prosiguieron la marcha hacia San Sebastián, armados solo con palos y machetes. El ejército español había sido avisado y los esperaba con armas de fuego. 
La revuelta fracasó y muchos de los revolucionarios resultaron muertos; además, al menos 475, incluidos Manuel Rojas y Mariana Bracetti, fueron encerrados en la cárcel de Arecibo y condenados a muerte. Algunos habían conseguido escapar y se habían ocultado. Matías Brugman estaba en una granja local, pero el Francisco Quiñones le traicionó y condujo a las autoridades españolas hasta el escondite; Brugman fue fusilado en el acto.

## Tras el intento de revuelta
Manuel Rojas había sido arrestado en octubre de 1868 y condenado a muerte por un consejo de guerra. Eugenio María de Hostos y un grupo de puertorriqueños defendieron a los que estuvieron envueltos en la revolución: se reunieron con el general Francisco Serrano, presidente y jefe del Gobierno Provisional de España en Madrid y pidieron la suspensión de la pena de muerte impuesta a los prisioneros políticos que participaron en la gesta de Lares. Serrano les dijo que la amnistía sería solamente para los nativos de Puerto Rico y no para los extranjeros. Pero Hostos argumentó que Manuel Rojas era un digno hijo adoptivo que había llegó a la isla alrededor del 1852 o 1853 y que merecía el mismo trato que los demás.
El gobernador entrante de Puerto Rico, José Sanz, recibió órdenes del nuevo gobierno republicano de España y le concedió una amnistía general a todos los encarcelados por la rebelión. Salieron en libertad el 20 de septiembre de 1869, pero Rojas, al igual que otros compañeros, fue mandado al exilio. Partió a Nueva York, donde permaneció algún tiempo para después regresar a Venezuela y radicarse junto a su esposa Obdulia Serrano de Los Ríos en Boconó, estado Trujillo. Antes esta, sin saber que Rojas se encontraba en Venezuela había salido, embarazada, en busca de su esposo y durante el viaje dio a luz en Samaná (República Dominicana) a su hija Filomena. En Boconó, vivía una hermana de Manuel casada con Prisco Villasmil. Allí nacieron: Narcisa, Lastenia, Manuel, Obdulia y Ramón. En Puerto Rico, nacieron tres niños que murieron poco tiempo después, según consta en el libro de nacimientos y bautizos de la iglesia de Lares.
De Boconó, Rojas, se trasladó con su familia, alrededor de 1890, a Mérida, capital del estado del mismo nombre, donde ejerció cargos en el Registro Público. Después regresó a Boconó donde falleció el 14 de octubre de 1903. Su esposa Obdulia, que se encontraba allí, volvió a Mérida y vivió con sus hijos, particularmente en el hogar de su hija Obdulia, casada con Rosario Fernández Márquez, en el pueblo de Chiguará, y en el de su hijo Manuel, confinado por el gobierno del dictador Juan Vicente Gómez, por opositor. Falleció el 20 de abril de 1912 en Boconó, adonde había ido a visitar a su hija Narcisa. Los restos de los esposos Rojas Luzardo/Serrano de Los Ríos se encuentran enterrados en el cementerio general de esta ciudad.
El 25 de diciembre de 2002, el gobierno de Puerto Rico aprobó la Ley Pública 291, por la que se mandaba al Instituto de Cultura de Puerto Rico que estudiase la posibilidad de traer los restos de Manuel Rojas, considerado como uno de los más importantes dirigentes independentistas.
Su pariente Román Rojas Cabot es un diplomático y escritor venezolano que ha cultivado principalmente la narrativa, aunque ha incursionado en la poesía (Encuentros, Caracas: Criteria, 2004); suyas son las novelas Julia, El fatum de los Delgado Chabaud, Salida de emergencia, El fin de los tiempos; escribió también el ensayo Al otro lado del Golfo: Colombia refuta a Colombia (1984) junto con el profesor Eduardo Viña Laborde, quien este demostró que la Geopolítica de Chile publicada por el dictador de ese país Augusto Pinochet era un plagio.